# Teodoro Schmidt
Teodoro Schmidt est une commune du Chili de la Province de Cautín, elle-même située dans la Région de l'Araucanie. En 2017, la population de la commune s'élevait à 15 045 habitants. La superficie de la commune est de 650 km2 (densité de 23 hab./km²),.

## Situation
Le territoire de la commune de Teodoro Schmidt borde l'Océan Pacifique et comprend une zone de collines (les plus hauts sommets culminent à environ 600 mètres) de la Cordillère de la Côte. Il est limité au sud par le cours du río Toltén. La commune est située à 655 kilomètres à vol d'oiseau au sud de la capitale Santiago et à 72 kilomètres au sud-ouest de Temuco capitale de la Région de l'Araucanie.

## Histoire
Le territoire de la commune était initialement désigné sous le nom de Huilìo. Son développement est lié à la réalisation, débutée en 1936, de la ligne de chemin de fer Freire-Punta Riel par l'ingénieur d'origine allemande Teodoro Schmidt Quezada qui a donné son nom à la commune. À cause de la seconde guerre mondiale la ligne de chemin de fer n'a pu être inaugurée qu'en 1952. La ligne a été créée pour permettre l'exploitation des ressources forestières de la région.

## Économie
Le secteur agricole constitue la principale activité économique de la commune. La production de pommes de terre est la principale production, suivie de celle du blé et de l'avoine. Les autres sources de revenus sont l'élevage à petite échelle (ovins, bovins, porcs) et la sylviculture.

Position de Teodoro Schmidt (en rouge) au sein de la Région de l'Araucanie.